# Christiano Santos
Christiano Santos es un deportista brasileño que compitió en natación. Fue medalla de plata en la prueba de 4x100 metros libres en el Campeonato Mundial de Natación en Piscina Corta de 2004.

## Palmarés internacional
| Campeonato Mundial de Natación en Piscina Corta | Campeonato Mundial de Natación en Piscina Corta | Campeonato Mundial de Natación en Piscina Corta | Campeonato Mundial de Natación en Piscina Corta |
| Año                                             | Lugar                                           | Medalla                                         | Prueba                                          |
| ----------------------------------------------- | ----------------------------------------------- | ----------------------------------------------- | ----------------------------------------------- |
| 2004                                            | Indianápolis (Estados Unidos)                   | Medalla de plata                                | 4 × 100 m libre                                 |